# Vino Hrvaške
Hrvaško vino ima svojo zgodovino že od starogrških naseljencev in njihove proizvodnje vina na južnodalmatskih otokih Vis, Hvar in Korčula pred približno 2500 leti. Tako kot drugi stari svetovni pridelovalci vina so tudi na Hrvaškem še vedno številne tradicionalne sorte grozdja, ki so povsem primerne za njihova lokalna vinska gričevja. V večjih kleti so sprejeli sodobne metode pridelave vina in evropske vinske predpise, ki zagotavljajo kakovost vina.
Trenutno obstaja več kot 300 geografsko opredeljenih vinskih regij, ki jih ureja strog sistem razvrščanja za zagotavljanje kakovosti in porekla. Večina hrvaškega vina je belega, večina preostalega je rdečega, le majhen odstotek pa rose. Leta 2014 je Hrvaška po oceni 45.272 ton vina po proizvodnji zasedla 32. mesto.
Vino je priljubljena pijača na Hrvaškem, domačini pa tradicionalno radi pijejo vino ob obrokih. Vino se pogosto razredči z mirno ali penečo vodo - nastane pijača, znana kot gemišt (kombinacija belega vina in gazirane vode) in bevanda (kombinacija rdečega vina in mirne vode). 

## Galerija
- Trta malvazije, ki raste na rdečih tleh Istre
- Vinogradi v Istri na Hrvaškem
- Vino plavac iz dalmatinske regije na Hrvaškem
- Vinska klet v Kneževih Vinogradih v Baranji